# Revuelta de los Turbantes Rojos
La Revuelta de los Turbantes Rojos (en chino, 紅巾起義; pinyin, Hóngjīn Qǐyì) fue un conjunto de levantamientos influidos por los miembros de la Sociedad del Loto Blanco en contra de la gobernante dinastía Yuan, cuya caída precipitaron. Comenzó en 1351 con la sublevación en Hebei y Anhui de Han Shantong y Liu Futong, líderes de la secta del Loto Blanco. Pronto se expandieron estas revueltas por toda China y, durante casi veinte años, los Turbantes rojos batallaron tanto contra las tropas mongolas como entre ellos. Zhu Yuanzhang, quien se unió a la revuelta en 1352, salió vencedor de las luchas internas y fundó la dinastía Ming en 1368, tras la toma de Dadu.

## Causas
Desde la década de 1340, la dinastía Yuan de origen mongol estaba experimentando problemas. El río Amarillo provocaba continuas inundaciones y hubo otros desastres naturales. Al mismo tiempo, la dinastía Yuan tenía que realizar un gran gasto para mantener un ejército capaz de mantener su vasto imperio, lo que supuso un excesivo incremento de los impuestos, la mayoría de los cuales recayeron en los miembros de la etnia Han.

## El ejército del Turbante Rojo

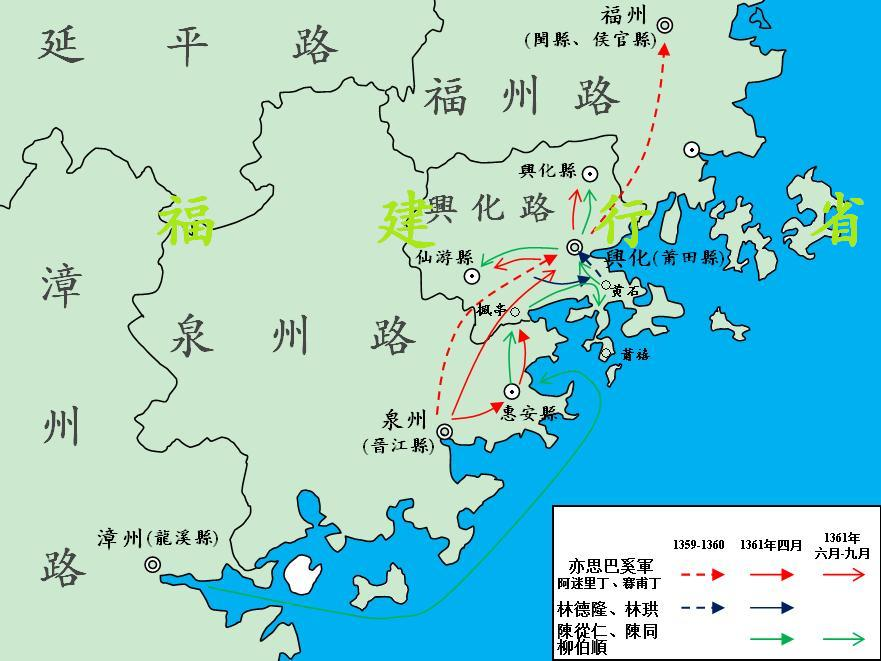
El avance de los rebeldes del Turbante Rojo entre 1359 y 1361

El ejército del Turbante Rojo se creó originalmente por los seguidores del Loto Blanco y del Maniqueísmo y fue fundado por Kuo Tsu-hsin para resistir a los mongoles. El nombre proviene de la tradición de usar cintas rojas y turbantes rojos para distinguirse entre ellos.

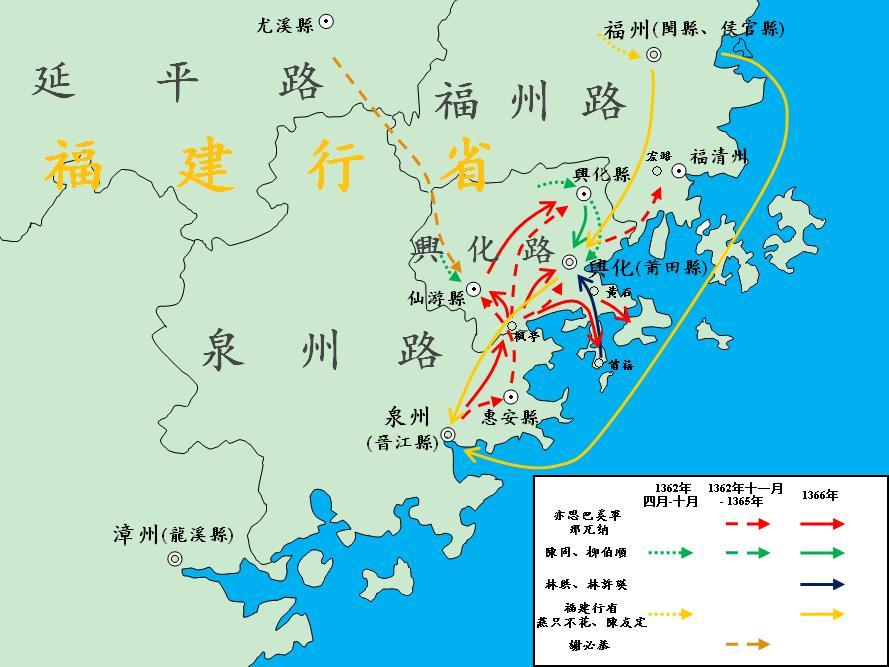
El segundo avance de los Turbantes rojos entre 1362 y 1366

Estas rebeliones comenzaron con movimientos esporádicos, primero en la costa de Zhejiang en 1348, cuando Fang Guozhen y sus hombres asaltaron a un grupo de oficiales Yuan. Tras esto, la sociedad del Loto Blanco, liderada por Han Shantong en el norte del río Amarillo, se convirtió en el centro del movimiento antimongol. Algunos de los grupos rebeldes hicieron incursiones en el reino Coreano de Goryeo, aliado tributario de la dinastía Yuan. Aunque en un principio fue exitoso, este movimiento fue expulsado por el ejército Goryeo liderado por Choe Yeong y Yi Seonggye.
En 1351, la sociedad planeó una rebelión militar, pero el plan salió a la luz y Han Shantong fue arrestado y ejecutado por los Yuan. Tras su muerte, Liu Futong, un importante miembro del Lotus Blanco, ayudó al hijo de Han, Han Lin'er, a suceder a su padre y establecer el ejército. Después, hubo otras rebeliones Han en el sur. Entre los líderes principales se encuentran Xu Shouhui y Chen Youliang. La rebelión también fue apoyada pro Peng Yingyou y Zou Pusheng.

## Conclusión
Uno de los líderes de los Turbantes Rojos más importantes fue Zhu Yuanzhang. En un principio era seguidor de Kuo Tsu-hsin, con una de cuyas hijas se casó. Tras la muerte de Kuo, Zhu fue su sucesor como líder de la rebelión y tomó el mando del ejército.
Entre 1356 y 1367, Zhu comenzó una serie de campañas con la intención de vencer a sus oponentes en los Turbantes Rojos. En un principio, apoyó a Han Liner para estabilizar su frontera septentrional. Después venció a sus rivales Chen Youliang, Zhang Shicheng y Fang Guozen uno a uno. Tras aumentar su poder, derrocó a Han Liner. Haciendo una llamada para expulsar a los mongoles y restaurar la China Han, Zhu se ganó el apoyo popular.
En 1368, Zhu Yuanzhang se autoproclamó emperador en Nankín, históricamente conocido como Hongwu. Así fundó la dinastía Ming. Al año siguiente, el ejército Ming capturó Dadu, terminando así oficialmente con la dinastía Yuan. China volvía a estar unida bajo la etnia Han.